# حمام بائن
حمام بائن مربوط به سده‌های متاخر دوران‌های تاریخی پس از اسلام است و در شهرستان لارستان، بخش مرکزی، شهر لار، انتهای منطقه بائن واقع شده و این اثر در تاریخ ۱۸ شهریور ۱۳۸۷ با شمارهٔ ثبت ۲۳۴۰۴ به‌عنوان یکی از آثار ملی ایران به ثبت رسیده است.